# Wohn- und Wirtschaftsgebäude Bienenstraße 9

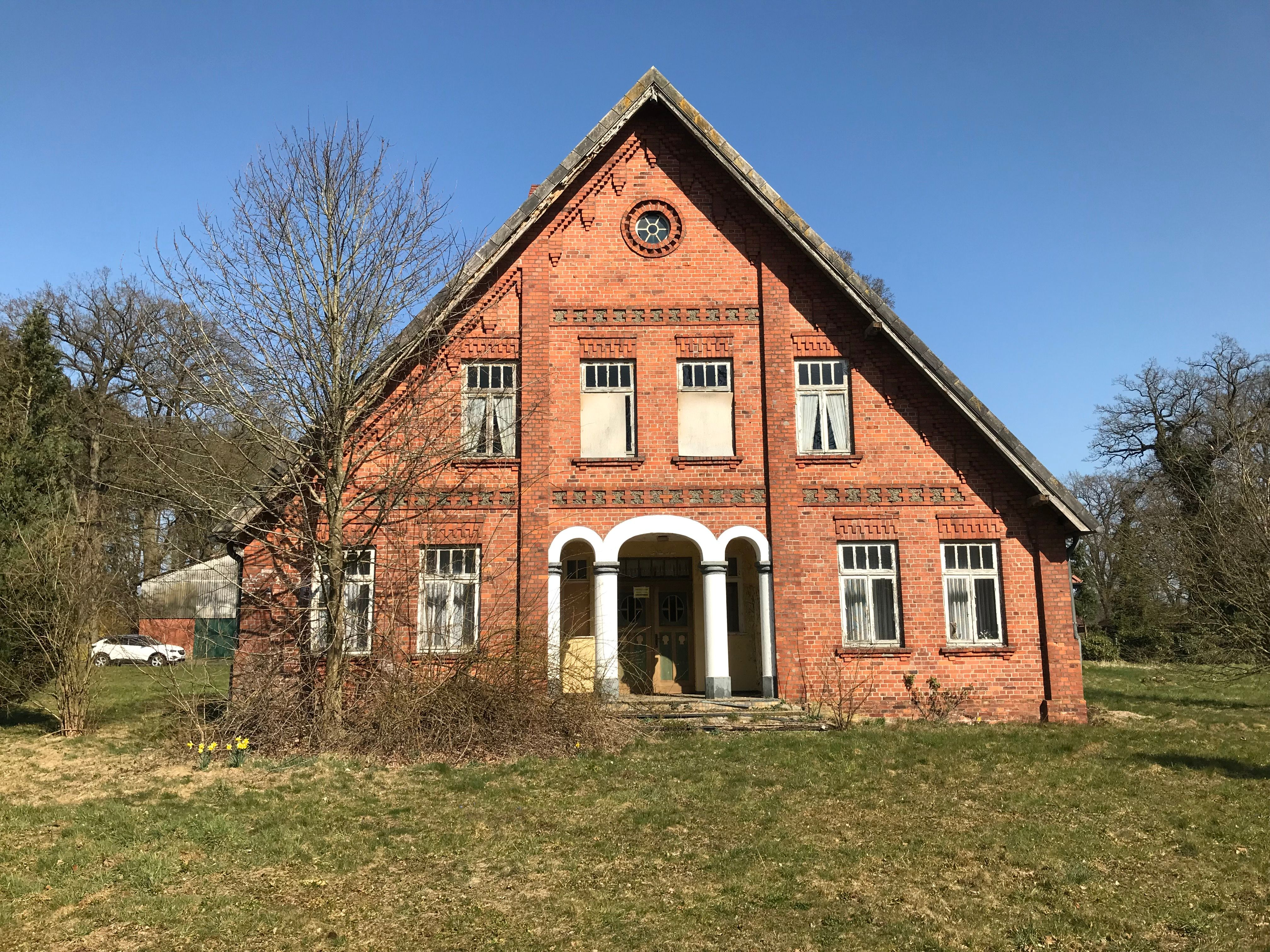
Massiver Südgiebel (2022)

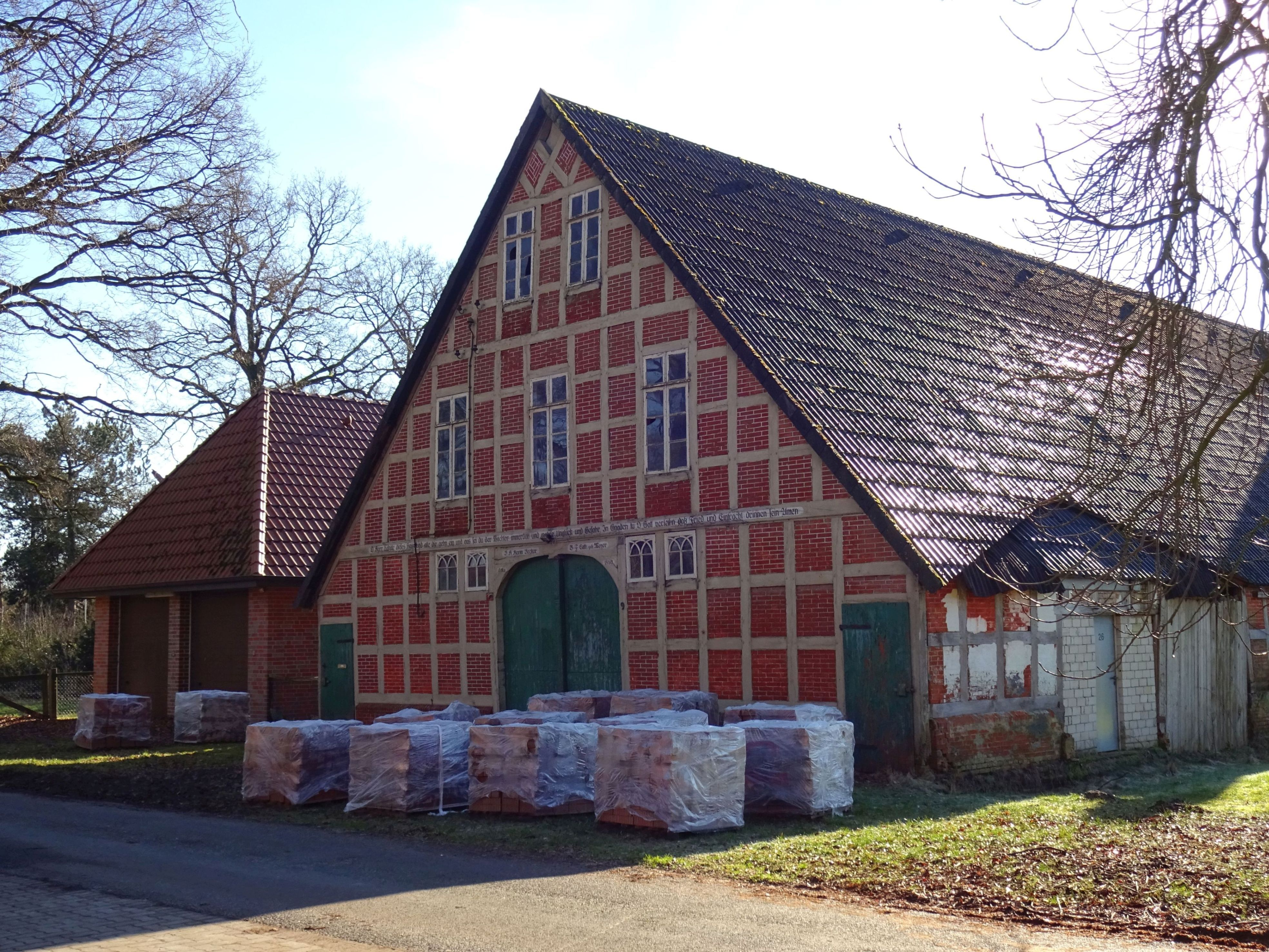
Nordgiebel in Fachwerk (2016)

Das Wohn- und Wirtschaftsgebäude Bienenstraße 9 im Zentrum in der niedersächsischen Gemeinde Gnarrenburg, Ortsteil Karlshöfen, wurde im dritten Drittel des 19. Jahrhunderts gebaut. Aktuell (2025) wird es zum Wohnen und wohl gewerblich genutzt.
Das Gebäude steht unter Denkmalschutz (siehe auch Liste der Baudenkmale in Gnarrenburg).

## Geschichte und Beschreibung
Der Ort Karlshöfen aus sächsisch-karolingischer Zeit liegt vier Kilometer südöstlich des Kernortes Gnarrenburg und gehört zum Landkreis Rotenburg (Wümme).
Das eingeschossige giebelständige und große Gebäude als Zweiständer-Hallenhaus auf Sockel in Fachwerk und Unterrähmkonstruktion mit Steinausfachungen, mit reetgedecktem Satteldach und Grooter Door mit Korbbogen wurde 1880 (Inschrift) gebaut. Bei einem Umbau von um 1910 erhielt es einen massiven Wohngiebel in Backstein mit einer symmetrischen Fassade, gestaltet mit einem dreibogigen Eingangsportal mit Säulen, Lisenen, Gurt- und Ortganggesimsen und einem Rundfenster.
Das Landesdenkmalamt befand u. a.: „…  massiver, aufwändig gestalteter Wohngiebel in Schmuckformen ….“